# شوناایش
شوناایش (به آلمانی: Schönaich) یک شهر در آلمان است که در Böblingen واقع شده‌است. شوناایش ۹٬۹۹۳ نفر جمعیت دارد.